# Hitiaa O Te Ra
Hitia’a O Te Ra é uma comuna da Polinésia Francesa, nas Ilhas de Barlavento, arquipélago da Sociedade. Estende-se por uma área de 218 km², com 8 319 habitantes, segundo os censos de 2002, com uma densidade de 38 hab/km².